# Schrandele
Le Schrandele est une montagne qui s’élève à 3 392 m d’altitude dans les Alpes de Stubai, en Autriche.